# Каннада
Ка̀ннада (ಕನ್ನಡ, kannaḍa) е дравидски език, разпространен в Югозападна Индия, най-вече в щата Карнатака. Този език е ро̀ден за народа каннара и официален език на индийския щат Карнатака („Страната на каннада“, бивша Майсур).
Ро̀ден език за 38 млн. души, каннада се отнася към четирите големи южноиндийски езика и 23-те официални езика на Индия. В качеството на втори език, на каннада говорят приблизително 13 милиона души.

## За наименованието
Езикът каннада в чуждата литература понякога се нарича също „канарски“ (англ. Canarese или Kanarese). Това се обяснява с факта, че ретрофлексната буква дакараву в думата „каннада“ може да се произнася на разни диалекти, в частност на тамилски, като звънка ретрофлексна едноударна и тогава се получава „канара“.